# Leucosticte australis
El pinzón montano coronipardo (Leucosticte australis) también conocido como pinzón rosado de capa negra, es una especie de ave paseriforme de la familia Fringillidae. Es endémica de las Montañas Rocosas en Estados Unidos.
Se alimentan principalmente de semillas e insectos, a menudo en pequeñas bandadas.